# لزینیانو د بانی
لزینیانو د بانی (به ایتالیایی: Lesignano de' Bagni) یک کومونه در ایتالیا است که در استان پارما واقع شده‌است. لزینیانو د بانی ۴۷٫۵ کیلومتر مربع مساحت و ۴٬۰۳۹ نفر جمعیت دارد و ۲۵۲ متر بالاتر از سطح دریا واقع شده‌است.